# Munchon
Munch'ŏn (Koreaans: 문천시) is een stad in de Noord-Koreaanse provincie Kangwŏn-do. In 2008 telde de stad ruim 122.000 inwoners. De stad ligt aan de Japanse Zee en bestaat uit 16 buurten (dong) en 14 dorpen (ri).